# Julie Dickson
Julie Dickson es una funcionaria y banquera canadiense. Fue superintendente de la Oficina de la Superintendencia de Entidades Financieras, del 4 de julio de 2007 a junio de 2014. En la actualidad es un representante en el Consejo de Supervisión del BCE dentro del Mecanismo Único de Supervisión. 
Como superintendente, Dickson forma parte del Consejo de Gobernadores de la Consejo canadiense de rendición de cuentas públicas, y del consejo de administración de la Canada Deposit Insurance Corporation y el Toronto Leadership Centre. Dickson también representa la OSIF en el Consejo de Estabilidad Financiera y fue miembro del Comité de Basilea de Supervisión Bancaria de 2002 a 2006.
Dickson se licenció en Economía por la Queen's University y obtuvo su Bachelor of Arts (con Honores en Economía) de la Universidad de Nuevo Brunswick. Dickson es oriunda de Saint John, Nuevo Brunswick, y se graduó en la escuela secundaria Saint John en 1975.
Recibió la Orden de Canadá, con el grado de oficial.